# Manadur
Manadur là một thị trấn thống kê (census town) của quận Sangli thuộc bang Maharashtra, Ấn Độ.

## Nhân khẩu
Theo điều tra dân số năm 2001 của Ấn Độ, Manadur có dân số 3920 người. Phái nam chiếm 48% tổng số dân và phái nữ chiếm 52%. Manadur có tỷ lệ 61% biết đọc biết viết, cao hơn tỷ lệ trung bình toàn quốc là 59,5%: tỷ lệ cho phái nam là 74%, và tỷ lệ cho phái nữ là 49%. Tại Manadur, 13% dân số nhỏ hơn 6 tuổi.